# 南京伝媒学院
南京伝媒学院は、江蘇省南京市に位置し、国家教育部の許可を得て、独立法人の新型民営大学の運営モデルで、2004年に江蘇省南京市に設立された独立学院であり、2020年に一般民営学部系大学に転設され、江蘇省唯一のメディア芸術系応用型大学でもある。